# Elida Maria Szarota
Elida Maria Szarota (ur. 22 listopada 1904 w Paryżu, zm. 23 stycznia 1994 w Wolfenbüttel) – polska profesor Uniwersytetu Warszawskiego, germanistka i romanistka, historyczka literatury, autorka wielu podręczników do nauki języka niemieckiego.

## Życiorys
Córka Marcelego Szaroty (1876–1951) i Eleonory Kalkowskiej (1883–1937), siostra ekonomisty Ralfa Szaroty (1906–1994).
Urodziła się w Paryżu, gdzie jej matka rozpoczęła 1901 studia przyrodnicze na Sorbonie. Potem studiowała tamże germanistykę i romanistykę. Kontynuowała studia w Genewie, Berlinie i Frankfurcie nad Menem, gdzie w roku 1934 uzyskała na Uniwersytecie Johanna Wolfganga Goethego doktorat na podstawie pracy o francuskim poecie maryjnym, mnichu benedyktyńskim Gautier de Coincy, przygotowanej pod kierunkiem Erharda Lommatzscha.
W listopadzie 1939 jej mąż, Rafał Marceli Blüth, został zastrzelony przez Niemców w jednej z pierwszych egzekucji w czasie okupacji. W dwa miesiące później urodziła syna Tomasza.
Po II wojnie światowej pracowała jako lektorka języków obcych. W 1957 uzyskała habilitację na Uniwersytecie Humboldtów w Berlinie Wschodnim na podstawie pracy o Laokoonie Lessinga: Eine Kampfschrift für eine realistische Kunst und Poesie (Pismo w walce o realistyczną sztukę i poezję).
W 1960 została powołana na stanowisko docenta w Katedrze Filologii Germańskiej Uniwersytetu Warszawskiego. W latach 1972–1974 była dyrektorką Instytutu Germanistyki i Zakładu Literaturoznawstwa.
Tłumaczyła na język niemiecki Godzinę śródziemnomorską i Zegar słoneczny Jana Parandowskiego.

## Życie prywatne
Żona Rafała Marcelego Blütha (używała też podwójnego nazwiska Szarota-Blüthowa).  Matka historyka Tomasza Szaroty (ur. 1940).

## Dzieła (wybór)
- Künstler, Grübler und Rebellen – Studien zum europäischen Märtyrerdrama des 17. Jahrhunderts, 1967
- Die gelehrte Welt des 17. Jahrhunderts über Polen. Zeitgenössische Texte (ed.), 1972
- Geschichte, Politik und Gesellschaft im Drama des 17. Jahrhunderts, 1976
- Das Jesuitendrama im deutschen Sprachgebiet. Eine Periochen-Edition (ed.), 1979
- Lohensteins Arminius als Zeitroman. Sichtweisen des Spätbarock, 1970
- Stärke, dein Name sei Weib. Bühnenfiguren des 17. Jahrhunderts, 1987